# Hydroptila venezuelensis
Hydroptila venezuelensis är en nattsländeart som beskrevs av Oliver S. Flint Jr. 1981. Hydroptila venezuelensis ingår i släktet Hydroptila och familjen smånattsländor. Inga underarter finns listade i Catalogue of Life.